# York
York este un oraș și o Unitate Administrativ Teritorială în regiunea Yorkshire and the Humber.
York este un oraș cu origini romane, centru religios, situat la confluența râurilor Ouse și Foss în North Yorkshire, Anglia. Este capitala istorică a comitatului Yorkshire. Orașul are clădiri vechi și alte monumente istorice, cum ar fi o catedrală , un castel și zidurile de apărare ale orașului.
Orașul a fost fondat sub numele de Eboracum în anul 71 d.Hr. A devenit capitala provinciei romane Britannia Inferior, iar mai târziu a regatelor Deira , Northumbria și Jórvík . În Evul Mediu, a devenit centrul provinciei ecleziastice din nordul Angliei și s-a dezvoltat drept un centru comercial de lână. În secolul al XIX-lea, a devenit un important nod al rețelei feroviare și un centru de producție de cofetărie. În timpul celui de -al Doilea Război Mondial , orașul a fost bombardat; a fost mai puțin afectat de război decât alte orașe din nord, mai multe clădiri istorice distruse fiind restaurate până în anii 1960. [7]
Orașul avea o populație de 153.717 la recensământul din 2011 ; districtul mai larg a avut o populație estimată la mijlocul anului 2019 de 210.618, făcându-l pe locul 87 cel mai populat din Anglia.

## Guvernare
Orașul York este guvernat de Consiliul orașului York . Este o autoritate unitară care funcționează pe un stil de guvernare a liderului și a cabinetului , având puterile unui consiliu județean și districtual non-metropolitan combinate. Oferă o gamă completă de servicii guvernamentale locale, inclusiv facturarea Taxelor Consiliului, biblioteci, servicii sociale, procesarea cererilor de planificare, colectarea și eliminarea deșeurilor și este o autoritate educațională locală. Consiliul orășenesc este format din 47 de consilieri [60] [61] reprezentând 21 de secții , unul, doi sau trei pe secție care servesc mandate de patru ani. Sediul său este la Guildhall și West Offices din centrul orașului.
York este împărțit în 21 de secții administrative: Acomb, Bishopthorpe, Clifton, Copmanthorpe, Dringhouses și Woodthorpe, Fishergate, Fulford și Heslington, Guildhall, Haxby și Wigginton, Heworth, Heworth Without, Holgate, Hull Road, Huntington, Osbaldarckwick și Elegarckwick și Derwent, Rawcliffe și Clifton Without, Rural West York, Strensall, Westfield și Wheldrake.